# Збірна Гуаму з футболу
Збірна Гуаму з футболу — національна футбольна команда Гуаму. Збірна управляється Футбольною асоціацією Гуаму. Команда була заснована в 1975 році і приєдналася до ФІФА в 1996 році. Команда Гуаму одна з найслабших збірних у світі. Першу перемогу над членом ФІФА збірна Гуаму здобула 11 березня 2009, обігравши на своєму полі, з рахунком 1:0, збірну Монголії.
Станом на 3 квітня 2025 посідає 202-e місце у рейтингу футбольних збірних світу.

## Чемпіонат Світу
- З 1930 по 1998 — не брала участь.
- 2002 — не пройшла кваліфікацію.
- З 2006 — по 2010 — знялася з змагання.
- 2014 — не брала участь.
- З 2018 — по 2026 — не пройшла кваліфікацію.

## Кубок Азії
- З 1956 по 1992 — не брала участь.
- З 1996 по 2004 — не пройшла кваліфікацію.
- 2007 — не брала участь.
- 2011 — не пройшла кваліфікацію
- 2015 — не пройшла кваліфікацію.
- 2019 — знялася зі змагань.
- 2023 — не пройшла кваліфікацію.
- 2027 — знялася зі змагань.

## Східноокеанські ігри
- 1963 — не брала участь
- 1966 — не брала участь
- 1969 — не брала участь
- 1971 — не брала участь
- 1975 — Раунд 1
- 1979 — Раунд 1
- 1983 — не брала участь
- 1987 — не брала участь
- 1991 — Раунд 1
- 1995 — Раунд 1
- 2003 — не брала участь
- 2007 — не брала участь
- 2011 — Раунд 1
- 2019 — не брала участь

## Кубок виклику АФК
- 2006 — Раунд 1
- 2008 — не пройшла кваліфікацію, 4-а у кваліфікаційній групі
- 2010 — не брала участь
- 2012 — не брала участь
- 2014 — не пройшла кваліфікацію

## Ігри Мікронезії
- 1998 — Фіналіст
- 2001 — не брала участь
- 2014 — не брала участь
- 2018 — не брала участь